# Quillagua
Quillagua é um oásis  que fica na província de Tocopilla, Chile. Situado a 280 quilômetros ao norte de Antofagasta e a margem do rio El Loa, no povoado de María Elena. No censo do ano de 2002, registrou uma população de 102 habitantes. Segundo o Guinness World Records, Quillagua é o ponto mais seco da Terra (com registros pluviométricos): registrados nos últimos 40 anos de apenas 0,002 mm de água de média. Possuí serviços básicos, como uma aduana para o controle de mercadorias da Zona Franca de Iquique.
O título de ponto mais seco da Terra é devido a atmosfera do local, estando no deserto do Atacama, o oásis não recebe frente frias nem do oceano Pacífico, e nem da Amazônia, impedidos pelos Andes.

## História
Situado nos Caminhos Incas, foi um importante centro produtivo, inclusive visitado por Pedro de Valdivia em 1540. Entretanto, a construção da Represa Sloman, para a produção de salitre "María Elena y Vergara", assim, como a progressiva contaminação das águas a raiz das faenas mineiras, tem provocado o progressivo despovoamento do local  pela baixa produtividade agrícola.

## Tabela Climática
| Dados climatológicos para Quillagua (1971-2000) | Dados climatológicos para Quillagua (1971-2000) | Dados climatológicos para Quillagua (1971-2000) | Dados climatológicos para Quillagua (1971-2000) | Dados climatológicos para Quillagua (1971-2000) | Dados climatológicos para Quillagua (1971-2000) | Dados climatológicos para Quillagua (1971-2000) | Dados climatológicos para Quillagua (1971-2000) | Dados climatológicos para Quillagua (1971-2000) | Dados climatológicos para Quillagua (1971-2000) | Dados climatológicos para Quillagua (1971-2000) | Dados climatológicos para Quillagua (1971-2000) | Dados climatológicos para Quillagua (1971-2000) | Dados climatológicos para Quillagua (1971-2000) |
| Mês                                             | Jan                                             | Fev                                             | Mar                                             | Abr                                             | Mai                                             | Jun                                             | Jul                                             | Ago                                             | Set                                             | Out                                             | Nov                                             | Dez                                             |                                                 |
| ----------------------------------------------- | ----------------------------------------------- | ----------------------------------------------- | ----------------------------------------------- | ----------------------------------------------- | ----------------------------------------------- | ----------------------------------------------- | ----------------------------------------------- | ----------------------------------------------- | ----------------------------------------------- | ----------------------------------------------- | ----------------------------------------------- | ----------------------------------------------- | ----------------------------------------------- |
| Temperatura máxima média (°C)                   | 26,9                                            | 26,7                                            | 25,3                                            | 23,4                                            | 21,1                                            | 19,1                                            | 18,8                                            | 19,3                                            | 21,4                                            | 22,5                                            | 24,0                                            | 26,0                                            |                                                 |
| Temperatura média (°C)                          | 21,9                                            | 21,7                                            | 20,3                                            | 18,4                                            | 16,2                                            | 14,3                                            | 14,0                                            | 14,5                                            | 16,5                                            | 17,6                                            | 19,0                                            | 20,5                                            |                                                 |
| Temperatura mínima média (°C)                   | 16,9                                            | 16,8                                            | 15,4                                            | 13,4                                            | 11,3                                            | 9,5                                             | 9,3                                             | 9,8                                             | 11,6                                            | 12,7                                            | 14,0                                            | 15,0                                            |                                                 |
| Precipitação (mm)                               | 0,05                                            | 0,0                                             | 0,0                                             | 0,0                                             | 0,0                                             | 0,0                                             | 0,0                                             | 0,0                                             | 0,0                                             | 0,0                                             | 0,0                                             | 0,0                                             |                                                 |
| Fonte: Dezembro de 2015                         |                                                 |                                                 |                                                 |                                                 |                                                 |                                                 |                                                 |                                                 |                                                 |                                                 |                                                 |                                                 |                                                 |